# IC 3150
IC 3150 је спирална галаксија у сазвјежђу Дјевица која се налази на листи објеката дубоког неба у Индекс каталогу.
Деклинација објекта је + 7° 47' 56" а ректасцензија 12h 19m 28,5s. Привидна величина (магнитуда) објекта IC 3150 износи 14,5 а фотографска магнитуда 15,3. IC 3150 је још познат и под ознакама CGCG 42-17, VCC 352, NPM1G +08.0285, PGC 39673.